# جان لاروکات
جان لاروکات (به انگلیسی: John Larroquette) (زاده ۲۵ نوامبر ۱۹۴۷) بازیگر آمریکایی است.
از فیلم‌های معروف او می‌توان به بازی در قرار ملاقات دو ناشناس، راه‌راه، کشمکش خوب، اسلحه، یخ سبز، شوالیه شیطان، تیمارستان و آهنگ در فردا اشاره کرد.